# Thank You For Everything
〈Thank You For Everything〉는 이와타 사유리의 네 번째 싱글이다. 이번 싱글에서 이와타가 처음으로 가사를 직접 다뤘다. 모든 사람에게 “고마워요”라는 기분을 담아서 가사를 다뤘다고 본인이 설명하고 있다. 또한, 타이업이 됐던 《명탐정 코난》의 같은 시기의 여는 곡인 쿠라키 마이의 〈Growing of my heart〉도 같은 날에 발표됐다.

## 수록곡
- 전체 작사: 이와타 사유리

1. Thank You For Everything
  - 작곡: 코바야시 마사노리, 편곡: 카마타 신고
2. 진실한 미소, 진실한 기분(ホントの笑顔 ホントの気持ち)
  - 작곡: 후지스에 미키, 편곡: 카마타 신고
3. Thank You For Everything (TV version)
4. Thank You For Everything (Instrumental)

## 타이업
- 요미우리 TV계 애니메이션 《명탐정 코난》 닫는 곡 (#1)

| TV 애니메이션 《명탐정 코난》 닫는 곡 2005년 10월 24일 (417화) ~ 2005년 12월 19일 (424화) |                                            |                                               |
| 이전 곡: 타케이 시오리 〈세상을 멈추고〉                                                  | 이와타 사유리 〈Thank You For Everything〉 | 다음 곡: ZARD 〈슬퍼하는 만큼 그대가 좋아요〉 |